# Ziua Mondială a Art Nouveau-ului
Ziua Mondială a Art Nouveau-ului (în engleză World Art Nouveau Day) e o sărbătoare dedicată Art Nouveau-ului, care are loc anual pe 10 iunie. Prima Zi Mondială a Art Nouveau-ului din 2013 a fost organizată de Muzeul de Arte Aplicate din Budapesta în cooperare cu Szecessziós Magazin (o revistă ungurească despre Art Nouveau). Ziua aleasă, 10 iunie, e aniversarea morților a doi arhitecți celebri ai mișcării, Antoni Gaudí și Ödön Lechner. Activități ca cele organizate cu ocazia Zilei Mondiale a Art Nouveau-ului au scopul de a crea mai multă conștientizare a patrimoniului Art Nouveau în rândul publicului.
Cele mai mari două organizații din Europa care coordonează activitățile Zilei Mondiale a Art Nouveau-ului sunt Art Nouveau European Route în Barcelona și Réseau Art Nouveau Network (RANN) în Bruxelles. În 2019, evenimentul a fost susținut de Alianța Patrimoniului European..

## Legături externe
- Ziua Mondială a Art Nouveau-ului pe Facebook